# Margaret F. Butler
Margaret F. Butler (1861 – 16 tháng 10 năm 1931) là một bác sĩ người Mỹ, chủ nhiệm khoa tai mũi họng tại Đại học Y khoa Nữ sinh Pennsylvania. Năm 1908, bà là người phụ nữ đầu tiên chủ tọa hội nghị bác sĩ quốc tế, với tư cách là người phụ nữ duy nhất và người Mỹ duy nhất tham dự. Bà là viện sĩ của Đại học Phẫu thuật Hoa Kỳ.

## Cuộc đời và sự nghiệp
Butler sinh ra trong một gia đình nông dân theo tín đồ phái Giáo Hữu ở Quận Chester, Pennsylvania vào năm 1861. Bà là con cả trong gia đình có 7 người con, cha mẹ là James Butler và Rachel (James) Butler, bà là cháu gái của chính trị gia nổi tiếng bang Samuel Butler và thẩm phán liên bang William Butler. Bà bắt đầu đi học từ năm bốn tuổi, theo học Chủng viện Darlington và dạy học từ năm mười bảy tuổi. Sau đó, bà tham gia các khóa học từ xa thông qua Hiệp hội Khuyến khích Học tập tại nhà.
Butler được Tiến sĩ Theophilus Parvin khuyến khích theo học ngành y, Butler nhận bằng Tiến sĩ Y khoa tại Đại học Y tế Nữ sinh Pennsylvania vào năm 1894 và tiếp tục các khóa học nghiên cứu sinh tại Viên dưới sự hướng dẫn của các bác sĩ Ádám Politzer và Hyack. Trở về Philadelphia, bà được bổ nhiệm làm giáo sư tai mũi họng tại trường học vào năm 1896. Bà giảng dạy tại Đại học Y khoa Phụ nữ và là chủ nhiệm khoa tai mũi họng từ năm 1908 cho đến khi qua đời. Butler từng quản lý một phòng khám tư nhân nhỏ từ cơ quan của bà tại 1831 Chestnut Street ở Philadelphia.
Ngày 16 tháng 10 năm 1931, Butler đột ngột qua đời vì một cơn đau tim trong khi thực hiện ca phẫu thuật cắt amidan tại trường đại học. Ca phẫu thuật do bác sĩ Ann Catherine Arthurs tiếp tục thực hiện và bệnh nhân không bị ảnh hưởng.

## Vinh danh
Tại Viên vào tháng 4 năm 1908, Butler trở thành người phụ nữ đầu tiên được bầu làm chủ tịch danh dự và chủ tọa một hội nghị bác sĩ quốc tế (Hội nghị Quốc tế Thanh quản và Mũi đầu tiên), bà là người phụ nữ duy nhất và là đại diện duy nhất của Hoa Kỳ tham dự. Được coi là bác sĩ chẩn bệnh và phẫu thuật "hàng đầu", Butler được bầu làm Viện sĩ Trường Đại học Phẫu thuật Hoa Kỳ năm 1918. Bà là thành viên của Học viện Nhãn khoa và Tai mũi họng Hoa Kỳ và xuất bản các bài báo trên The Laryngoscope cùng các tập san y khoa khác. Em trai bà là Tiến sĩ Ralph Butler chuyên khoa thanh quản, cháu gái là Tiến sĩ Miriam Butler, tốt nghiệp Đại học Y khoa Phụ nữ năm 1929.
Theo cáo phó của Butler trên New York Times, bà được coi là "một trong những nữ bác sĩ phẫu thuật hàng đầu quốc gia."
Hiệp hội Đầu và Cổ Hoa Kỳ Giải thưởng Cố vấn Xuất sắc cho Phụ nữ Margaret F. Butler trong Phẫu thuật Đầu và Cổ để vinh danh bà, tôn vinh "những cá nhân thể hiện vai trò lãnh đạo trong việc thúc đẩy đa dạng giới tính trong lĩnh vực."